# جوان‌مرگ (ترانه کشا)
«جوان‌مرگ» (به انگلیسی: Die Young) تک‌آهنگی از کشا است که در سال ۲۰۱۲ میلادی منتشر شد.
این تک‌آهنگ در چارت‌های فرانسه، استرالیا، فنلاند در رتبه اول و در چارت‌های ، اسکاتلند، آلمان، نیوزلند، اتریش، بریتانیا، جزو ده ترانه اول قرار گرفت.